# Карла (река)
Карла́ (чув. Хырла, Хырлă, тат. Карлы) — река в Чувашии и Татарстане, левый приток Свияги.

## Этимология
Типичный чувашский топоним, от чувашского «хырлă» — «сосновая». Связано с ростом сосновых деревьев по берегам.
Чувашские гидронимы +лă/+лĕ: Хăмăшлă — Камышовая, Уксăмлă — Чесночная, Хăнтăрлă — Бобровая, Хурăнлă — Березовая, Шарла, Шунтала, Тахтала, Карăклă и т. п.

## Характеристики
Исток в 2,9 км к северо-востоку от деревни Хурама-Твар (Батыревский район Чувашии). Карла впадает в Свиягу слева на расстоянии 154 км от её устья, на территории Татарстана. Водосборная площадь 1000 км² (примерно поровну распределена между двумя республиками), длина реки 91,5 км (37,7 км в Чувашии, 53,8 км в Татарстане). Пойма двухсторонняя, шириной до 350 м, покрыта луговой растительностью. Долина нечётко выражена, левый берег умеренно крут, правый — умеренно полог. 88,1 % водосбора покрыто лесом. Преобладающая ширина русла от 8 до 10 м. Высокое половодье происходит с апреля по май. Толщина льда до 76 см. Питание преимущественно снеговое (80 %). По Б. Д. Зайкову р. Карла относится к восточноевропейскому типу внутригодового распределения стока: 69 % стока приходится на весну.
Притоки Карлы длиной до 10 км, самый крупный — река Большие Карлы (29,2 км).
На реке Малая Карла расположен райцентр Шемурша. Недалеко от впадения в Свиягу на Карле расположен город Буинск.

## Экономика
Для обеспечения питьевой водой населения Шемуршинского, Батыревского районов и части Комсомольского района Чувашской Республики выше деревни Байдеряково Шемуршинского района у села Трёхбалтаево с 2005 года строилось водохранилище. В конце 2016 года работы были приостановлены.

## История
Река упоминается в описании похода Ивана Грозного на Казань под 9 августа 1552 года.
Вдоль реки во второй половине XVI — середине XVII вв. была создана засечная черта, называемая Карлинский вал (объект культурного наследия регионального значения № 2100555000).